# Jakub Krako
Jakub Krako (7 de julio de 1990) es un deportista eslovaco que compitió en esquí alpino adaptado. Ganó diez medallas en los Juegos Paralímpicos de Invierno entre los años 2010 y 2018.

## Palmarés internacional
| Juegos Paralímpicos | Juegos Paralímpicos         | Juegos Paralímpicos | Juegos Paralímpicos            |
| Año                 | Lugar                       | Medalla             | Prueba                         |
| ------------------- | --------------------------- | ------------------- | ------------------------------ |
| 2010                | Vancouver (Canadá)          | Medalla de oro      | Eslalon (disc. visual)         |
| 2010                | Vancouver (Canadá)          | Medalla de oro      | Eslalon gigante (disc. visual) |
| 2010                | Vancouver (Canadá)          | Medalla de oro      | Supercombinada (disc. visual)  |
| 2010                | Vancouver (Canadá)          | Medalla de plata    | Supergigante (disc. visual)    |
| 2014                | Sochi (Rusia)               | Medalla de oro      | Supergigante (disc. visual)    |
| 2014                | Sochi (Rusia)               | Medalla de plata    | Eslalon gigante (disc. visual) |
| 2018                | Pyeongchang (Corea del Sur) | Medalla de oro      | Supergigante (disc. visual)    |
| 2018                | Pyeongchang (Corea del Sur) | Medalla de plata    | Descenso (disc. visual)        |
| 2018                | Pyeongchang (Corea del Sur) | Medalla de plata    | Eslalon (disc. visual)         |
| 2018                | Pyeongchang (Corea del Sur) | Medalla de plata    | Eslalon gigante (disc. visual) |